# Victor Osimhen
Victor James Osimhen (Lagos, Nigerija, 29. prosinca 1998.) nigerijski je nogometaš koji igra kao napadač za Galatasaray i nigerijsku reprezentaciju. Smatra se jednim od najboljih napadača na svijetu, poznat je po svojoj efikasnoj završnici, tempu, snazi i atletizmu.
Rođen u Nigeriji, Osimhen je započeo svoju seniorsku karijeru u Njemačkoj u VfL Wolfsburgu 2017. godine. Nakon sezone i pol u klubu, preselio se u belgijski Charleroi na posudbu 2018./19, prije nego što je prešao u Ligue 1 s Lilleom, postigavši osamnaest golova u svojoj jedinoj sezoni s francuskim klubom.
Godine 2020. Osimhen je prešao u Napoli u Serie A za rekordnu naknadu od 70 milijuna eura i osvojio nagradu za najboljeg mladog igrača Serie A u sezoni 2021.–'22. U sljedećoj sezoni završio je kao najbolji strijelac lige s 26 golova, što je rekord za jednog afričkog igrača, te je pomogao Napoliju da osvoji prvi naslov Serie A nakon 33 godine. Proglašen je i nogometašem godine u Serie A. Osimhen je trenutno najbolji afrički igrač u povijesti Serie A.
Osvojio je Zlatnu kopačku na Svjetskom prvenstvu u nogometu do 17 godina 2015., koje je osvojila Nigerija. Debitirao je za seniorsku reprezentaciju u lipnju 2017., a igrao je na Afričkom kupu nacija 2019. i 2023. Trenutačno je treći najbolji strijelac nigerijske reprezentacije u povijesti. Predsjednik Nigerije Muhammadu Buhari dao mu je 29. svibnja 2023. visoko državno odličje.
Osimhen je završio na osmom mjestu na ceremoniji Ballon d'Or 2023., postavši prvi Nigerijac koji je ušao među prvih deset. Također je proglašen afričkim nogometašem godine na dodjeli nagrada CAF-a 2023., kao prvi Nigerijac koji je dobio tu čast nakon Nwankwo Kanua 1999. 

## Vanjske poveznice
- Victor Osimhen, Soccerway (engl.)
- Victor Osimhen, Transfermarkt (engl.)